# الأزمة الفنزويلية 1895

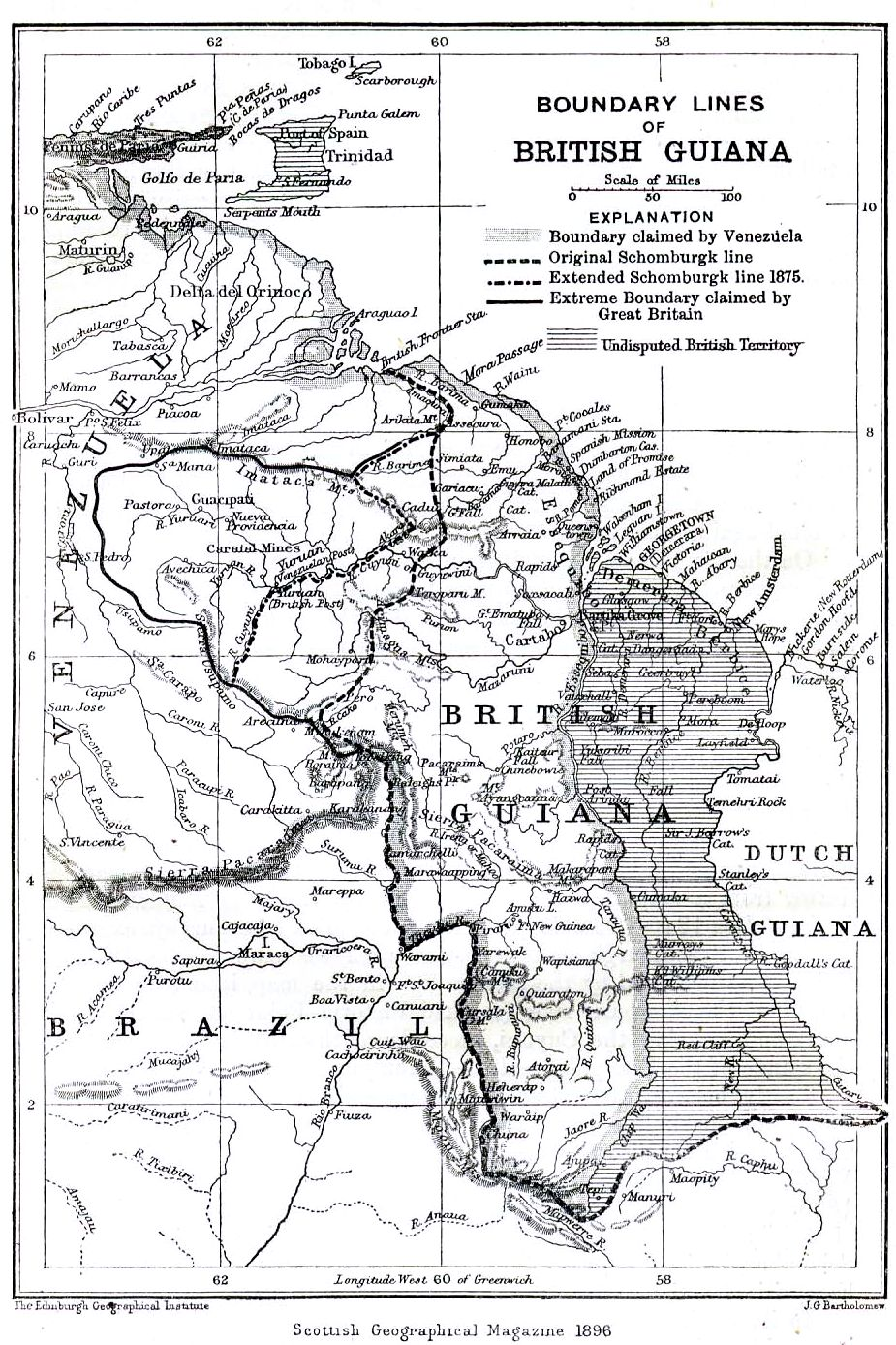
خريطة تبين النزاع والصراع الفنزويلي البريطاني

ظهرت الأزمة الفنزويلية في عام 1895 إثر النزاع الفنزويلي الذي طال أمده مع المملكة المتحدة حول أرضي إيسيكويبو وغويانا إسيكيبا، إذ ادعت بريطانيا أنهما جزء من غويانا البريطانية واعتبرتهما فنزويلا أراض فنزويلية. مع تحول النزاع إلى أزمة، أصبحت القضية الرئيسية رفض بريطانيا تضمين المنطقة الواقعة شرق «خط شومبورك» في التحكيم الدولي المقترح، وهو الخط الذي رسمه مساحٌ قبل نصف قرن ليكون حدًا بين فنزويلا وغويانا البريطانية التي كانت سابقًا أرضًا هولندية. شهدت الأزمة في نهاية المطاف قبول بريطانيا لتدخل الولايات المتحدة في النزاع من خلال فرض تحكيمٍ على منطقة النزاع بأكملها، والقبول الضمني لحق الولايات المتحدة في التدخل بموجب مبدأ مونرو. اجتمعت هيئة التحكيم في باريس عام 1898 للبت في الأمر، وفي عام 1899 منحت الجزء الأكبر من الأراضي المتنازع عليها لغويانا البريطانية.
أصبح النزاع أزمة دبلوماسية في عام 1895 عندما أطلق وليام ليندسي سكراغس، وهو أحد أعضاء جماعة الضغط الفنزويلية، جدالًا بأن السلوك البريطاني بشأن هذه القضية انتهك مبدأ مونرو لعام 1823، واستخدم نفوذه في العاصمة واشنطن لمتابعة الأمر. تبنى الرئيس الأمريكي غروفر كليفلاند تأويلًا واسعًا للمبدأ الذي يحظر تشكيل مستعمرات أوروبية جديدة ولكنه أشهر أيضًا عن مصلحة أمريكية في أي قضية تشغل نصف الكرة الأرضية الغربي. أساء رئيس الوزراء البريطاني اللورد سالزبوري والسفير البريطاني في واشنطن جوليان باونسفوت، تقدير الأهمية التي توليها الحكومة الأمريكية للنزاع، مما أدى إلى إطالة أمد الأزمة قبل قبول الطلب الأمريكي في إجراء تحكيمٍ على المنطقة بأكملها.
من خلال وقوفه مع إحدى دول أمريكا اللاتينية ضد القوى الاستعمارية الأوروبية، حسّن كليفلاند العلاقات مع جيران الولايات المتحدة الجنوبيين، لكن الطريقة الودية التي أُجريت بها المفاوضات كانت أيضًا من أجل تشكيل علاقات جيدة مع بريطانيا. على أي حال، قبلت بريطانيا العمل بمبدأ مونرو ضمنيًا وذلك بعد تراجعها أمام التعريف الحازم للمبدأ والذي أشهرته الولايات المتحدة بقوة، وبالتالي قدمت الأزمة أساسًا لتوسيع التدخل الأمريكي في الأمريكيتين. وصف المؤرخ البريطاني البارز روبرت آرثر همفريز الأزمة في وقت لاحق بأنها «واحدة من أكثر الوقائع أهمية في تاريخ العلاقات الأنجلو-أمريكية بشكل عام والمنافسات الأنجلو-أمريكية بشكل خاص».

## خلفية تاريخية
بحلول عام 1895، كان النزاع بين بريطانيا وفنزويلا على أراضي غويانا إسيكيبا، التي ادعت بريطانيا أنها جزء من غويانا البريطانية، واعتبرتها فنزويلا أرضًا فنزويلية، قد بلغ نصف قرن من الزمن. ظلت المطالبات الإقليمية بالأراضي التي كانت أساسًا للإمبراطورية الإسبانية وورثتها فنزويلا بعد استقلالها في عام 1830، وتلك التي ورثتها المملكة المتحدة من الإمبراطورية الهولندية من خلال الحصول على الأراضي الهولندية، إيسيكويبو وديميرارا وبربايس، في عام 1814، دون تسوية على مدى القرون السابقة. خلال القرن التاسع عشر، أثبتت بريطانيا وفنزويلا أنهما غير قادرتين على التوصل إلى اتفاق، ووصلت الأمور إلى ذروتها في عام 1895، بعد سبع سنوات من العلاقات الدبلوماسية المقطوعة.
كان أساس المناقشات بين فنزويلا والمملكة المتحدة يكمن في دعوة بريطانيا لتقسيم معين للإقليم مستمد من مسحٍ أُجري في منتصف القرن التاسع عشر كانت قد طلبت إجراءه. بدأ هذا المسح مع رحلة عالم الطبيعة الألماني روبرت شومبورك واستمر لأربع سنوات في الفترة الممتدة بين عامي 1835 و1839 وكان لصالح الجمعية الجغرافية الملكية، أسفرت هذه الرحلة عن رسم تخطيطي للمنطقة بخط يحدد حسب اعتقاده الحدود الغربية التي طالب بها الهولنديون. وهكذا كلفته الحكومة البريطانية بإجراء مسح لحدود غويانا. كانت النتيجة «خط شومبورك»، وهو من ناحية اتباعٌ للتقسيمات الطبيعية ومن ناحية أخرى فرزٌ بين الأراضي التي تحتلها إسبانيا أو فنزويلا وتلك التي كانت تحتلها هولندا. تجاوز الخط منطقة الاحتلال البريطاني بشكل كبير ومنح غويانا البريطانية السيطرة على مصب نهر أورينوكو.
في عام 1844، أعلنت فنزويلا أن نهر إيسيكوبيو هو الخط الفاصل؛ جرى تجاهل عرضٍ بريطاني في نفس العام لإجراء تعديلات كبيرة على الخط والتخلي عن مصب نهر أورينوكو ومعظم الأراضي المرتبطة به. لم يجري التوصل إلى معاهدة بين بريطانيا وفنزويلا، وبعد اتفاقية عام 1850 بعدم التعدي على الأراضي المتنازع عليها، عُلّقت المسألة عمومًا حتى عام 1876، واستؤنفت بعدها التبادلات الدبلوماسية. كان رسم شومبورك الأولي، الذي نُشر في عام 1840، هو النسخة الوحيدة المنشورة من «خط شومبورك» حتى عام 1886. وقد أدى ذلك إلى اتهامات من قِبل الرئيس الأمريكي غروفر كليفلاند تدعي بأن الخط قد مُدد «بطريقة غامضة».
في أكتوبر 1886، أعلنت بريطانيا أن خط شومبورك هو الحدود المؤقتة لغويانا البريطانية، وفي فبراير 1887 قطعت فنزويلا العلاقات الدبلوماسية. فشلت مقترحات تجديد العلاقات وتسوية النزاع مرارًا وتكرارًا، وبحلول صيف عام 1894، كانت العلاقات الدبلوماسية قد قُطعت لمدة سبع سنوات، والنزاع قد استمر لنصف قرن. بالإضافة إلى ذلك، وضع كلا الجانبين مراكز للشرطة أو للجيش في النقاط الرئيسية للمنطقة، وكان ذلك بجزء منه دفاعًا عن المطالبات بمناجم ذهب كاراتال في منطقة حوض يورواري، والتي كانت ضمن الأراضي الفنزويلية لكن البريطانيين زعموا أنها لهم. كان منجم بلدة إل كالاو ذات مرة من أغنى المواقع في العالم، وصُدّر من حقول الذهب بمجملها أكثر من مليون أوقية بين عامي 1860 و1883. هيمن مهاجرو الجزر البريطانية والهند الغربية البريطانية على تعدين الذهب، مما أوحى بإنشاء مستعمرة بريطانية على الأراضي الفنزويلية.

## نتيجة
في اجتماعها في باريس، وضعت هيئة التحكيم قرارها في صيغته النهائية في 3 أكتوبر 1899. كان الحكم بالإجماع لكنه لم يقدم أسبابًا للقرار، واكتفى بتوصيف الحدود الناتجة، والتي أعطت بريطانيا ما يقارب 90% من الأراضي المتنازع عليها. أُعيد إنشاء خط شومبورك، مع حيود صغيرة، ليكون الحد الفاصل بين غويانا البريطانية وفنزويلا. كان أول تعديل على خط شومبورك هو تضمين نقطة باريما عند مصب نهر أورينوكو في الأراضي الفنزويلية، مما منحها سيطرة مطلقة على النهر وبالتالي القدرة على فرض رسوم على التجارة الفنزويلية. أما التعديل الثاني فكان رسم الحدود عند نهر وينامو وليس نهر كويوني، مما منح فنزويلا منطقة كبيرة شرق الخط الذي رفضت بريطانيا في الأصل تضمينها في التحكيم. ومع ذلك، حصلت بريطانيا على معظم الأراضي المتنازع عليها وجميع مناجم الذهب.
اتسم رد الفعل على قرار المنح بالدهشة، إذ أثار افتقاره إلى المنطق القلق بوجه خاص. على الرغم من إصابة الفنزويليين بخيبة أمل شديدة من النتيجة، إلا أنهم كرموا محاميهم على جهودهم (تلقى أمين وفدهم، سيفيرو ماليت بريفوست، وسام المحرر عام 1944)، والتزموا بقرار المنح.
أكد النزاع الحدودي الأنجلو – فنزويلي لأول مرة على سياسة أجنبية أمريكية أكثر تطلعًا إلى الخارج، لا سيما في الأمريكيتين، مما جعل الولايات المتحدة قوة عالمية. كان هذا من أوائل الأمثلة على سياسة التدخل الحديثة بموجب مبدأ مونرو الذي مارست من خلاله الولايات المتحدة صلاحياتها المزعومة في الأمريكيتين.